# اگلوفشتاین
اگلوفشتاین (به آلمانی: Egloffstein) یک شهر در آلمان است که در Forchheim واقع شده‌است. اگلوفشتاین ۲٬۰۲۳ نفر جمعیت دارد.